# Rex Lee
Rex Lee (Warren, 7 gennaio 1969) è un attore statunitense.

## Biografia
Nato da genitori coreani emigrati negli USA, fin da giovane coltiva la passione della recitazione e della musica, diplomandosi all'Oberlin Conservatory of Music nel 1990. Benché lo volessero pianista, Rex ha sempre avuto la prima vocazione dell'attore facendone il suo mestiere. Lasciata la famiglia a 22 anni, vive in California. È dichiaratamente gay.

## Filmografia parziale

### Cinema
- Entourage, regia di Doug Ellin (2015)
- Girl on the Edge - La rinascita (Girl on the Edge), regia di Jay Silverman (2015)
- Feel the Beat, regia di Elissa Down (2020)

### Televisione
- Twins – serie TV, un episodio (2005)
- Entourage – serie TV, 79 episodi (2005-2011)
- A proposito di Brian (	What About Brian) – serie TV, un episodio (2006)
- Zoey 101 – serie TV, un episodio (2008)
- Suburgatory – serie TV, 44 episodi (2011-2013)
- Glee – serie TV, un episodio (2012)
- Castle – serie TV, episodio 6x14 (2014)
- Fresh Off the Boat – serie  TV, 2 episodi (2015)
- Young & Hungry - Cuori in cucina (Young & Hungry) – serie TV, 71 episodi (2014-2018)

## Doppiatori italiani
Nelle versioni in italiano delle opere in cui ha recitato, Rex Lee è stato doppiato da:
- Gianluca Crisafi in Entourage (st. 4-8), Suburgatory, Castle, Entourage (film)
- Emiliano Reggente in Entourage (st. 1-3), Girl on the Edge - La rinascita
- Manfredi Aliquò in Zoey 101
- Gerolamo Alchieri in Glee
- Fabrizio Vidale in Young & Hungry - Cuori in cucina
- Sacha Pilara in Fresh Off the Boat
- Stefano Billi in Feel the Beat